# 松平忠固
松平 忠固（まつだいら ただかた）は、幕末の譜代大名、老中。信濃国上田藩6代藩主。伊賀守系藤井松平家8代当主。嘉永7年（1854年）の日米和親条約と、安政5年（1857年）の日米修好通商条約という2度の条約の調印時にいずれも老中を務め、反対を押し切り、調印を断行した。徳川斉昭、井伊直弼と対立しながら、終始一貫して開国と交易を主張し、幕府の開国論を牽引した支柱的存在であった。一方で、養蚕業を推進し、海外輸出の地盤を固め、日本経済の礎を築いた。
最初の老中就任時は松平 忠優（まつだいら ただます）という名前で、2度目の老中就任時に松平忠固と改名しているが、同一人物である。孫のキンジロー・マツダイラは在米の日系人として初めて市長に選ばれた。

## 生涯

### 最初の老中就任
文化9年（1812年）7月11日、播磨国姫路藩主・酒井雅楽頭忠実の次男として江戸で誕生。文政12年（1829年）9月、同じ譜代大名で老中歴任者の多い上田藩（藤井松平家）5代藩主・松平忠学の養子となり、文政13年（1830年）4月20日に忠学が隠居したのを受けて家督を継いだ。翌年領内の農村部を巡回し、冷涼な上田は稲作に不安がある一方、桑樹栽培の適地であると見抜き、養蚕奨励の訓示を出し、生産量をあげるとともに、その品質を高めることを目指した。天保3年（1832年）10月、上田産物改会所を設置し、藩として、絹糸や織物の品質検査を行って品質向上させるとともに、そこに課税して藩財政を好転させようとした。
天保の大飢饉が起こり、家臣を他領に派遣して懸命に米穀を買い入れ、領民救済最優先の対応を行ったが、上田松平家は16万両もの負債を膨らませることになった。そのほか、サツマイモの栽培を奨励し、藁餅、蕨粉の製法を普及させるなどした。天保7年（1836年）10月29日には、家臣一同を召集し、3カ年の面扶持で耐え忍ぶよう申しつけだ。大飢饉の経験から、上田藩は養蚕業と絹織物産業の振興に邁進し、蚕の品種改良が積み重ねられた。
天保5年（1834年）4月、将軍と大名の取次役である奏者番に任じられた。天保9年（1838年）、奏者番と兼任で寺社奉行に任命された。老中・水野忠邦の蘭学者弾圧を批判し続けたため、天保14年（1843年）2月22日、御約御免となった。幸運なことに、天保14年閏9月に水野忠邦も失脚したため、弘化元年（1844年）12月28日、寺社奉行と奏者番に再任された。
4年間の大坂城代を経て嘉永元年（1848年）10月、老中に抜擢される。嘉永5年（1852年）1月26日、上田で大砲を鋳造する許可を得て、八木剛助の指導により、常田村で四斤半施条砲が鋳造された。嘉永7年の2度目のペリー来航の際、四門が江戸の藩邸に移送され、実弾演習が行われた。
嘉永6年（1853年）6月、浦賀へ来航して国書を交付してきたアメリカ東インド艦隊提督マシュー・ペリーからの開国要求に際し、老中首座・阿部正弘は諸大名や朝廷からも意見を求め、また前水戸藩主・徳川斉昭を海防参与に任じたものの、忠優はこれらに最も反対した。外交問題も含め朝廷から諸事一任されている幕府がわざわざ朝廷諸大名に意見を求めるのは、幕府の当事者能力の喪失を内外に印象付けるだけで愚策であるというのである。
事実、幕末の政局は朝廷公卿や外様大藩からの幕政への容喙によって混乱を招いており、忠優の危惧も頷けるところである。更に、譜代大名重鎮の一つである酒井雅楽頭家の出身者らしく、元々御三家といえども幕政に参与する資格など無く、ましてや狷介な性格の斉昭ではいたずらに幕政に波風（暴風）を立てるだけだとして警戒し、斉昭の海防参与就任にも反対した。
また、攘夷論を唱える徳川斉昭の主張は一見威勢はいいが、当時の幕府がアメリカと一戦交えても勝利できるはずはなく、下手をすると国土の一部を割譲されるだけである、それならばいっそ国書を受け取り、早めに開国すべきであるというのが、幕府内で主流派であり、自身も属していた穏便・開国派の考えであった。そこで、さらに積極的な交易論を唱える忠優は、交易通信の承認に傾けるほど幕閣の大勢を主導していた。
しかし海防水戸学の思想に固まる斉昭と、積極開国派の忠優では見解の一致などあろうはずがなく、両者の対立は激しさを増す。
交易を絶対に認めない斉昭から、強い抗議の意味合いで海防参与の辞職を出願されたため、老中首座の阿部正弘は事態の収拾を図ろうと斉昭に譲歩し、通商通信を許さないという決定を下してしまう。さらに安政2年（1855年）6月30日、忠優と彼に歩調を合わせる松平乗全の両名の老中免職まで要求する斉昭に対し、やむなく屈した正弘によって、8月4日に乗全と共に忠優は老中職を解かれて、帝鑑間詰に戻された。

### 2度目の就任
両者罷免後に、かえって幕府内での孤立を深めた正弘は、安政2年（1855年）10月には開国派の巨頭・堀田正睦を老中に招聘した。しかも正睦へは、形式的に首座の地位まで譲ることで斉昭のような外部からの抗議の矛先を躱しつつ実権を確保し、幕政に専念できる体制造りに取り組んだ。ただ、その甲斐も無く安政4年（1857年）6月に在任のまま正弘が死去。後事を託された堀田正睦は日米間の条約交渉を共に推進する同志として、開国派の忠優を復帰させる決断をした。忠固と改名した忠優は、勝手掛も兼ねる次席格の老中として再び敏腕を揮う機会を得た。
再任後の忠固は日米修好通商条約締結につき、勅許不要論を唱え、一刻も早い締結を主張し、要勅許を唱える外野の斉昭や松平慶永と対立した。また、慶永や尾張藩主・徳川慶勝が将軍継嗣問題で一橋慶喜を推して雄藩連合でこの難局に対処すべしと主張したのに対して、忠固は紀州藩主・徳川慶福を将軍とし、従前どおり譜代大名中心で幕政を進めるべしと考えていた。
日米修好条約の勅許を得るために上洛中の正睦を、忠固は見限って近江国彦根藩主・井伊直弼を大老にする工作を行った。一説によると、一橋派に寝返った正睦を直弼に逐わせ、直弼を傀儡にして自らが老中首座として佐幕路線を突っ走る目論見があったといわれる。しかし、直弼は大老として既に13代将軍・徳川家定から全幅の信任を受けており、忠固などいつでも逐える体制を整えていたのは彼によって予想外のことであった。
なお、忠固は南紀派であったという解釈が一般的であるが、実際にはどちらにも与せず中立であったという説もある。南紀派の井伊直弼も一橋派の松平慶永もそれぞれ将軍継嗣問題に絡んで忠固に黄金を贈ろうとしているが、忠固は受け取らなかった。後世に忠固が評価されていないのは、その中立的スタンスが災いして、一橋派からも南紀派からも悪く言われたためではないかとも思われる。
安政4年（1857年）のあいだ、忠固は条約に専念し、将軍継嗣問題に中立であったが、安政5年に入って慶永の説得を受け入れ、一橋支持の立場で、家定と大奥の説得に務めた。家定は一時的に忠固の説得を受け入れたが、大奥の反対を覆せなかったというのが真相であろう。一橋派は天皇を政治利用し、過激化して将軍廃立まで主張するようになり、忠固は激怒して一橋派から離れた。忠固に対する一橋派の期待が大きかっただけに、裏切られたと思ったときの反動も大きく、忠固は当初から南紀派であったのに、それを隠して、慶永に協力するような態度を見せ、一橋派を罠にかけて騙し、陰で井伊直弼を大老にする工作を行ったという「物語」を作り上げた。一橋派の立場を貫いた堀田正睦は京都から江戸に帰着した早々の安政5年4月22日、家定に対し、松平慶永を大老に推挙する建議を行ったが、家定の怒りを買い、井伊直弼の大老就任を厳命された。4月23日に大老に就任した井伊直弼は、条約締結にあたって勅許を得るか否かで忠固と激しく対立し、5月12日には忠固の罷免を家定に要請した。家定の回答は、「奥向之者」たちが忠固を「精忠之者」と評価し、その方（井伊直弼）とともに手を組んで政局に当たってほしいと希望しているので、将軍後継問題が片付くまで待ってほしいというものであった。5月19日に忠固罷免を再度申し入れたが、堀田は罷免するが、忠固は留任させる、堀田には奥向の支持は無いが、忠固は奥向の評判がよいからという回答であった。どうしても忠固を切りたい井伊は、5月25日、堀田罷免に同意するので、忠固も罷免してほしいと家定に提案し、結局、将軍後継が決まり次第、堀田と忠固を同時に罷免することに決まった。
日米交渉における忠固のスタンスは一貫している。当時、破竹の勢いでアジア諸国を植民地化し、清国に二度に渡って侵略戦争を仕掛け、同国の関税自主権を奪って、強引にアヘンを売りつけた大英帝国の艦隊が日本に襲来する前に、相対的に穏当な交渉相手であるアメリカのタウンゼント・ハリスとの間で、少しでも日本に有利な内容の最恵国条約を結んでしまおうというものであり、そのためには朝廷の勅許など待ってはいられなかった。朝廷の勅許にこだわっていたのは正睦と直弼であり、強い意志で条約の調印を決断したのは忠固であった。
直弼が松平慶永に語ったところによれば、老中、若年寄、三奉行、海防掛の一同が揃った、調印当日の6月19日の午前中の城中評議の席上、直弼は「天意（孝明天皇の意志）をこそ専らに御評定あり度候へ」と、勅許を優先させることを訴えたが、忠固が「長袖（公卿）の望ミニ適ふやうにと議するとも果てしなき事なれハ、此表限りに取り計らハすしては、覇府の権もなく、時機を失ひ、天下の事を誤る」と即時条約調印を主張。若年寄の本多忠徳以外はみな忠固に賛成した。結局そのまま調印に至った。条約調印の最終段階において直弼は無力だったのであり、忠固こそが閣議をリードしていた様子が窺える。直弼は完全に孤立したため、翌日、慶永のもとを訪れ「貴兄初の援助を依頼するの他なし。伊賀（忠固）抔は小身者の分際として此頃は権威を誇り、傍若無人の有様、此度の事抔も我意に任せて京都を押付んと致す條、言語道断なり」と怒りをぶつけ、忠固と正睦を失脚させる事への協力を依頼した。忠固を失脚させるため、南紀派の直弼が一橋派と一時的に手を組んだのである。
条約調印から2日後の6月21日、老中5名の連署で、英仏連合軍が清国に打ち勝ち、そのまま日本に押し寄せてくる情勢なので、やむを得ずアメリカとの条約の調印に至った、という内容の奉書が京都に送られた。その奉書の中に大老・井伊直弼の名は無い。
条約の調印から4日後の6月23日、忠固は正睦と共に老中を免職、蟄居を命じられた。安政の大獄の始まりである。勅許を得ず条約を締結し、かつ朝廷に対して条約締結を事後報告で済ませたのは不遜の極みとして責任を取らされたともいわれ、あるいは閣内で直弼と権力を争うに至り、機先を制した直弼が異分子を排除したともいわれる。
なお日米修好通商条約の調印に先立ち、安政4年（1857年）忠固は産物会所を国元と江戸に設置し、上田藩の特産品であった生糸を江戸へ出荷する体制を作り上げ、生糸輸出を準備させていた。横浜開港と同時に生糸の輸出を始めたのも上田藩であった。その後、明治から昭和初期まで生糸が日本最大の輸出品として日本経済を支え続けたことを考えると、開国を見据えた忠固の先見性は確かなものであったことが分かる。
安政6年（1859年）9月14日に急死、享年48。表向きには病死と報告されているが暗殺説もあり、跡継ぎが決まっていなかったため、家名断絶を恐れた藩により暗殺は極秘にされたという説である。急遽跡を三男の忠礼が継いだ。墓所は天徳寺（東京都港区虎ノ門3丁目）、後に改葬され多磨霊園（東京都府中市多磨町）。
遺訓は「交易は世界の通道なり。皇国の前途は交易によりて隆盛を図るべきなり。世論囂々たるも開くべきの通道必ず開けん。汝らはその方法を講ずべし」であった。息子の忠礼と忠厚はこの遺訓に従い、廃藩置県後に米国に留学した。忠厚は米国の土木工学者として画期的な測量法を開発し、全米で有名になった。
また、忠固の家臣には、慶応3年（1867年）に普通選挙による議会政治の導入や人民平等の原則を建白した赤松小三郎がいる。

## 人物・逸話
- 日米和親条約の調印後、吉田松陰による密航事件が起こり、松陰とその師の佐久間象山が投獄された際、開国派の忠優は2人に同情し、何とか救済しようと尽力。国元蟄居という軽い罪で穏便に処理した。2度目の老中就任に際し、忠固は佐久間象山を赦免しようと動いた。安政4年7月、萩の松陰のもとを上田藩士の櫻井純蔵と恒川才八郎が訪れ、象山を赦免しようとしている忠固の意向を松陰に伝えている。松陰はその事実を知り、忠固を深く敬慕する共に、櫻井と恒川を通して象山の赦免を忠固に重ねて働きかけている。安政4年10月29日の桂小五郎宛ての書簡の中で、「而して僕獨り上田侯に眷々たる（思い慕うさま）ものは、櫻井・恒川二子の言猶耳に在るを以てなり」と記し、忠固を敬慕する心情を吐露している[10]。

## 年表
※日付は旧暦
- 1812年（文化9年）7月11日、生誕
- 1829年（文政12年）12月16日、従五位下・左衛門佐に叙任。
- 1830年（文政13年）4月20日、家督相続し、藩主となる。伊賀守に遷任。
- 1834年（天保5年）7月28日、奏者番就任。
- 1838年（天保9年）4月14日、寺社奉行兼任。
- 1843年（天保14年）2月22日、寺社奉行・奏者番御役御免。
- 1844年（弘化元年）12月18日、寺社奉行・奏者番再任。
- 1845年（弘化2年）3月15日、大阪城代に就任。従四位下に昇叙。
- 1848年（嘉永元年）10月1日、老中に異動。
- 1848年（嘉永元年）12月15日、侍従に任官。伊賀守兼任留任。
- 1855年（安政2年)8月4日、老中御役御免。
- 1857年（安政4年）9月12日、諱を忠固に改める。
- 1857年（安政4年）9月13日、老中再任。勝手入用掛。席次は老中次座。
- 1858年（安政5年）6月23日、老中御役御免。
- 1859年（安政6年）9月10日、致仕。
- 1859年（安政6年）9月14日、卒去。
- （参考資料※日本史籍協会編・続日本史籍協会叢書『増補幕末明治重職補任 附諸藩一覧』東京大学出版会  ※児玉幸多監修・新田完三編『内閣文庫蔵・諸侯年表』東京堂出版  ※「大日本近世史料 柳営補任」 東京大学出版会

## 系譜
子女は『平成新修旧華族家系大成』から。
父母
- 酒井忠実（実父）
- 隆姫 - 西尾忠移の娘（実母）
- 松平忠学（養父）
- 光柏院 - 松平忠済の娘（養母）

正室
- 三仙子[1] - 松平忠学の養女、松平忠徳の娘

側室
- 井上氏
- 前田氏
- 青木氏

子女
- 松平忠礼（三男） 生母は井上氏
- 松平忠厚（四男）
- 土井忠直（五男） - 土井利教の養子
- 松平忠隆（六男）
- 芳 - 井上正直正室
- 章子 - 戸沢正実正室
- 広閑院 - 堀直虎正室、のち離縁

養女
- 最上義偆室

長男、次男は夭逝し、三男の忠礼が嫡子となって家督を相続した。四男の忠厚は明治維新後、忠礼と共に米国へ留学した。忠厚は土木工学を専攻し、大陸横断鉄道を建設していたユニオン・パシフィック社の主任測量士などで活躍、測量に関する英文論文も多数発表した。アメリカにおける日本人初の公職者として、全米で有名になった。五男の忠直は三河国刈谷藩主・土井利教の養子となった。六男の忠隆は早世した。他家に嫁いだ娘は3人いる。

## 登場作品
映画
- 建国史 尊王攘夷（1927年、日活） - 演：片岡市童
- 弥次喜多珍道中 中仙道の巻（1960年、新東宝） - 演：伊達正三郎

NHK大河ドラマ
- 花の生涯（1963年） - 演：河村憲一郎
- 翔ぶが如く（1990年） - 演：岸本功
- 徳川慶喜（1998年） - 演：吾羽七朗
- 篤姫（2008年） - 演：松澤一之
- 龍馬伝（2010年） - 演：山口眞司
- 西郷どん（2018年） - 演：野添義弘
- 青天を衝け（2021年） - 演：加藤忠可

その他のテレビドラマ
- 花の生涯 井伊大老と桜田門（1988年、テレビ東京） - 演：佐竹明夫

## 関連文献
- 岩下哲典編『幕末の老中 松平忠固：政治・生糸貿易・上田藩』吉川弘文館　2025　ISBN　9784642043748